# Grand Prix de triathlon 2009
Navigation
Grand Prix de triathlon 2008 Grand Prix de triathlon 2010
Le Grand Prix de triathlon 2009 est composée de cinq courses organisées par la Fédération française de triathlon (FFTRI). Chaque course est disputée au format sprint soit 750 m de natation, 20 km de cyclisme et 5 km de course à pied. 
Le Grand Prix de triathlon 2009 se déroule du 24 mai au 27 septembre 2009. Cette année là, il est aussi appelé Grand Prix Lyonnaise des Eaux.

## Calendrier[1]
| Étapes   | Date                                   | Villes    |
| -------- | -------------------------------------- | --------- |
| 1° étape | dimanche 24 mai 2009                   | Dunkerque |
| 2° étape | dimanche 14 juin 2009                  | Beauvais  |
| 3° étape | dimanche 19 juillet 2009               | Tours     |
| 4° étape | dimanche 9 août 2009                   | Paris     |
| 5° étape | samedi 26 - dimanche 27 septembre 2009 | La Baule  |

## Clubs engagés

### Hommes
- Lagardère Paris Racing
- E.C. Sartrouville Triathlon
- Beauvais Triathlon
- Poissy Tri Duathon Club
- Saint-Raphaël Tri
- St Jean de Monts Vendée Tri
- Les Sables Vendée Tri
- Metz Triathlon
- Mulhouse Olympique Tri
- Montluçon Triathlon
- US Vendôme Tri
- TCG 79 Parthenay
- Rouen Triathlon
- Autun Triathlon
- Sainte-Geneviève Tri
- ESM Gonfreville-l'Orcher Triathlon

### Femmes
- Poissy Tri Duathon Club
- Beauvais Triathlon
- Tri Club Châteauroux 36
- TCG 79 Parthenay
- Brive Limousin Triathlon
- Montpellier Agglo Tri
- TO Club Cesson
- ASM Saint-Étienne TRI 42
- Saint Avertin Sports 37
- Tri Club Nantais
- Stade Poitevin Triathlon
- Issy Triathlon
- Charleville Triathlon Ardennes
- CRV Lyon Triathlon

## Résultats

### Dunkerque
| Position           | Hommes                      | Femmes                  |
| ------------------ | --------------------------- | ----------------------- |
| Médaille d'or      | Lagardère Paris Racing      | Poissy Triathlon        |
| Médaille d'argent  | Poissy Tri Duathon Club     | Beauvais Triathlon      |
| Médaille de bronze | E.C. Sartrouville Triathlon | Tri Club Châteauroux 36 |

### Beauvais[4]
| Position           | Hommes                      | Femmes                  |
| ------------------ | --------------------------- | ----------------------- |
| Médaille d'or      | E.C. Sartrouville Triathlon | Beauvais Triathlon      |
| Médaille d'argent  | Poissy Triathlon            | Tri Club Châteauroux 36 |
| Médaille de bronze | Beauvais Triathlon          | Montpellier Agglo Tri   |

### Tours
| Position           | Hommes                      | Femmes                  |
| ------------------ | --------------------------- | ----------------------- |
| Médaille d'or      | Beauvais Triathlon          | Beauvais Triathlon      |
| Médaille d'argent  | E.C. Sartrouville Triathlon | Tri Club Châteauroux 36 |
| Médaille de bronze | Lagardère Paris Racing      | Poissy Triathlon        |

### Paris
| Position           | Hommes                      | Femmes                |
| ------------------ | --------------------------- | --------------------- |
| Médaille d'or      | E.C. Sartrouville Triathlon | Beauvais Triathlon    |
| Médaille d'argent  | Beauvais Triathlon          | Montpellier Agglo Tri |
| Médaille de bronze | Poissy Triathlon            | Poissy Triathlon      |

### La Baule
| Position           | Hommes                      | Femmes                  |
| ------------------ | --------------------------- | ----------------------- |
| Médaille d'or      | E.C. Sartrouville Triathlon | Beauvais Triathlon      |
| Médaille d'argent  | Lagardère Paris Racing      | Poissy Triathlon        |
| Médaille de bronze | Beauvais Triathlon          | Tri Club Châteauroux 36 |

## Classement général final
| Position | Hommes                             | Hommes | Femmes                         | Femmes |
| Position | Équipes                            | Points | Équipes                        | Points |
| -------- | ---------------------------------- | ------ | ------------------------------ | ------ |
|          | E.C. Sartrouville Triathlon        | 94     | Beauvais Triathlon             | 88     |
|          | Beauvais Triathlon                 | 82     | Poissy triathlon               | 73     |
|          | Lagardère Paris Racing             | 76     | Tri Club Châteauroux 36        | 68     |
| 4e       | Poissy triathlon                   | 74     | Montpellier Agglo Tri          | 62     |
| 5e       | Rouen Triathlon                    | 52     | Charleville Triathlon Ardennes | 48     |
| 6e       | Metz Triathlon                     | 48     | TCG 79 Parthenay               | 47     |
| 7e       | Les Sables Vendée Tri              | 46     | TO Club Cesson                 | 43     |
| 8e       | Sainte-Geneviève Tri               | 46     | Brive Limousin Triathlon       | 43     |
| 9e       | Saint-Raphaël Tri                  | 42     | Saint Avertin Sports 37        | 38     |
| 10e      | Montluçon Triathlon                | 42     | Tri Club Nantais               | 32     |
| 11e      | Mulhouse Olympique Tri             | 40     | Stade Poitevin Triathlon       | 32     |
| 12e      | US Vendôme Tri                     | 40     | ASM Saint-Étienne TRI 42       | 25     |
| 13e      | TCG 79 Parthenay                   | 38     | Issy Triathlon                 | 14     |
| 14e      | Autun Triathlon                    | 25     | CRV Lyon Triathlon             | 11     |
| 15e      | ESM Gonfreville-l'Orcher Triathlon | 22     |                                |        |
| 16e      | St Jean de Monts Vendée Tri        | 22     |                                |        |

## Résultats individuels
| Hommes                                          | Dunkerque | Beauvais | Tours | Paris | La Baule |
| ----------------------------------------------- | --------- | -------- | ----- | ----- | -------- |
| Laurent Vidal (Lagardère Paris Racing)          | 1er       |          |       |       |          |
| William Clarke (Lagardère Paris Racing)         | 2e        | 3e       |       |       |          |
| Alistair Brownlee (E.C. Sartrouville Triathlon) | 3e        | 1er      |       | 1er   | 3e       |
| Javier Gómez (E.C. Sartrouville Triathlon)      |           | 2e       | 1er   |       | 2e       |
| Frédéric Belaubre (Beauvais Tri)                |           |          | 2e    | 2e    |          |
| David Hauss (Lagardère Paris Racing)            |           |          | 3e    |       |          |
| Jonathan Brownlee (E.C. Sartrouville Triathlon) |           |          |       | 3e    |          |
| Sven Riederer (Saint-Raphaël Tri)               |           |          |       |       | 1er      |

| Femmes                                       | Dunkerque | Beauvais | Tours | Paris | La Baule |
| -------------------------------------------- | --------- | -------- | ----- | ----- | -------- |
| Anja Dittmer (Beauvais Tri)                  | 1er       |          |       | 3e    | 1er      |
| Erin Densham (Poissy Triathlon)              | 2e        |          | 1er   |       |          |
| Andrea Hewitt (Beauvais Tri)                 | 3e        | 1er      |       |       | 3e       |
| Magali Di Marco (Tri Club Chateauroux 36)    |           | 2e       |       |       |          |
| Bárbara Riveros Díaz (Montpellier Triathlon) |           | 3e       | 3e    | 1er   |          |
| Kathy Tremblay (Montpellier Triathlon)       |           |          | 2e    |       |          |
| Hollie Avil (Beauvais Tri)                   |           |          |       | 2e    |          |
| Carole Péon (Tri Club Chateauroux 36)        |           |          |       |       | 2e       |